# De kristallen grot
De kristallen grot (1980) (Engelse titel: The Crystal Cave), geschreven door Mary Stewart, is het eerste deel van de Merlijn-trilogie, een historische roman met fantasy-elementen. De trilogie gaat over het leven van de tovenaar Merlijn uit de Arthur-legende.

## Inhoud
Het verhaal begint in het Engeland van de 5e eeuw, dat bestaat uit vele kleine koninkrijkjes. Koning Vortigern is de Hoge Koning, de leider van alle koningen. Hij is aan de macht gekomen door de eigenlijke erfgenaam van de troon, wiens voogd hij was, te vermoorden. De broers van de vermoorde erfgenaam, Ambrosius en Uther zijn gevlucht naar Bretagne en bereiden daar hun terugkomst voor, om de troon te heroveren.
In een koninkrijkje in Wales wordt Merlijn geboren als de kleinzoon van de plaatselijke koning. Zijn moeder is de dochter van de koning, zijn vader is onbekend. Als bastaardkind heeft hij een moeilijke jeugd, hij is het mikpunt van spot en pesterij. Hij overleeft door zich terug te trekken en ontwikkelt een grote nieuwsgierigheid naar alle kennis. Ook ontdekt hij al jong dat hij "anders" is, soms weet hij dingen die hij niet kan weten en er wordt gefluisterd dat hij het Gezicht heeft, dat hij helderziend is, iets wat ook over zijn moeder wordt gezegd. Als hij zeven jaar oud is, ontmoet hij tijdens een rit in de omgeving Galapas, een oude man die in een grot woont, en die grote kennis heeft over de wereld. Galapas neemt Merlijn aan als leerling. Als Merlijn twaalf jaar oud is, vertelt Galapas hem dat hij de toverkunst machtig is en hij leert die aan Merlijn. Ook blijkt Merlijn visioenen te hebben over de toekomst en Galapas onderwijst hem daarover.
Op een dag sterft Merlijns grootvader, de koning, door een ongeval. Merlijn moet vluchten, omdat de nieuwe koning, zijn oom, hem ziet als een mogelijke rivaal voor de troon, en hem wil vermoorden. Tijdens zijn vlucht wordt hij gevangengenomen door twee spionnen van Ambrosius en omdat hij mogelijk kennis heeft van zaken die voor Ambrosius van belang zijn, nemen ze hem mee naar Bretagne. Daar wordt Merlijn opgenomen in de huishouding van Ambrosius en zijn broer Uther, en hij ontdekt na enige tijd dat Ambrosius zijn vader is.
Na vijf jaar in Bretagne gaat Merlijn terug naar Engeland op een spionagemissie voor Ambrosius. Daar aangekomen wordt hij gevangengenomen door mannen van Vortigern. Het blijkt dat Vortigern niets afweet van Merlijns band met Ambrosius maar dat hij Merlijn nodig heeft om hem te offeren tijdens een ritueel om de muren van een nieuw kasteel te verstevigen. Merlijn weet te voorkomen dat hij gedood wordt door te gaan profeteren en weet daarna te ontsnappen. Ongeveer tegelijkertijd steekt Ambrosius met een leger over naar Engeland, doodt Vortigern en na twee jaar van strijd tegen de Saksers, de bondgenoten van Vortigern, weet hij Engeland te veroveren.
Merlijns moeder sterft korte tijd na de inval van Ambrosius aan een ziekte. Als Engeland is veroverd, sterft ook Ambrosius aan een ziekte en Uther wordt Hoge Koning. Bij de kroningsceremonie, waar alle koningen en hun vrouwen bij zijn, wordt Uther verliefd op Igraine, de vrouw van Gorlois, de hertog van Cornwall. Omdat Merlijn in zijn visioenen heeft gezien dat Uther en Igraine samen een zoon zullen krijgen die Hoge Koning zal worden en het land zal redden van de Saksische horden, helpt hij Uther en verzint een list om Uther en Igraine samen te brengen. De list lukt, maar terwijl Uther en Igraine samen zijn, wordt Gorlois gedood tijdens een treffen met Uthers troepen en als boodschappers Igraine hiervan komen berichten, stuiten ze op Merlijn en zijn mannen en tijdens het volgende gevecht raakt Merlijn gewond. Uther is boos, hij voelt zich schuldig aan de dood van Gorlois, en hij zegt Merlijn dat hij de zoon die uit deze nacht zal voortkomen, niet zal erkennen.
De kristallen grot wordt gevolgd door De holle heuvels en De laatste betovering